# Connie Kay
Connie Kay, geboren als Conrad Henry Kirnon (Tuckahoe (New York), 27 april 1927 – New York, 30 november 1994), was een Amerikaanse jazzdrummer.

## Biografie
Kay leerde van zijn moeder het pianospel en nam drumles. Hij speelde in 1939 bij Fats Noel, werkte midden jaren 1940 met Sir Charles Thompson en Miles Davis, maar ook met de band van Cat Anderson (1946) en met Lester Young. Na verbintenissen bij Beryl Booker en Charlie Parker speelde hij in 1952 met Davis, maar ook met Stan Getz, ook in de jazzclub Birdland. Daarnaast werkte hij ook als studiomuzikant en was hij betrokken bij rhythm-and-blues-opnamen van o.a. Ruth Brown en Big Joe Turner. Van 1952 tot 1955 was hij bij de band van Lester Young en daarna was hij tot 1974 lid van het Modern Jazz Quartet.
Daarnaast werkte hij met Clark Terry, Bud Powell, het Orchestra U.S.A., Coleman Hawkins, Roy Eldridge en doceerde hij aan de School of Jazz in New York. Eind jaren 1970 werkte hij in dixieland-projecten en speelde hij met Benny Goodman bij een optreden in de Carnegie Hall in 1978. Sinds 1981 was hij betrokken bij de reünie van het Modern Jazz Quartet. 
Kay kon zijn eigen bescheiden stijl van het drumspel vooral tot gelding brengen in het werk met het Modern Jazz Quartet. Zijn lichte verende swing paste zeer goed bij het lage volumeniveau van de band.

## Overlijden
Connie Kay overleed in november 1994 op 67-jarige leeftijd.
- Biblioteca Nacional de España: XX5450677
- Bibliothèque nationale de France: cb13895891c (data)
- Gemeinsame Normdatei: 134423550
- International Standard Name Identifier: 0000 0000 5515 1800
- Library of Congress Control Number: n82245227
- Nationale Bibliotheek van Letland: 000247489
- MusicBrainz: 4f1dc71a-d679-4d5d-b590-a38456b1b48e
- Nationale Bibliotheek van Tsjechië: xx0146499
- Nationale Bibliotheek van Israël: 987007406766405171
- Istituto Centrale per il Catalogo Unico: MILV323734
- SNAC: w68x7z19
- Système universitaire de documentation: 067222137
- Virtual International Authority File: 76500549
- WorldCat: E39PBJmP7bVM49ckrKfR9BHt8C